# Synodontis haugi
Synodontis haugi hay còn gọi là black synodontis, là tên của một loài cá da trơn bơi lộn ngược và là loài đặc hữu của Gabon. Tại đó, chúng thường xuất hiện ở lưu vực sông Ogowe. Năm 1906, nhà động vật học người Pháp Jacques Pellegrin dựa trên mẫu vật thu thập ở sông Ogooué, gần Ngomo, Gabon bởi M.E. Haug. Tên loài huagi được đặt để tỏ lòng kính trọng đối với người thu thập mẫu vật đầu tiên.

## Mô tả
Loài cá này hoặc là chỉ có duy nhất một màu nâu, hoặc là màu nâu với những đốm đen lờ mờ trên cơ thể và vây. Đối với những cá thể gần trưởng thành, hai mặt bên của chúng có thể có những đốm màu nâu.
Tương tự như nhiều loài cùng chi, chúng có phần xương đầu cứng, hai bên có gai và còn có thể vươn rộng ra khi mở mang. Tia đầu tiên của vây lưng thì cứng, có ít răng cưa, và dài hoặc là ngắn hơn đầu một chút. Tia đầu tiên ở vây ngực thì cũng dài như ở vây lưng, và có nhiều răng cưa ở hai bên, đặc biệt là bên trong. Vây đuôi chia ra làm hai thùy rất rõ ràng.
Răng ở hành trên thì có hình nón, còn răng ở hàm dưới thì có hình chữ S (hay còn gọi là hình cái móc) và có thể di chuyển. Synodontis haugi có 3 cặp râu, một cặp thì ở hàm trên, dài quá nắp mang, hai cặp còn lại thì ở hàm dưới và phân nhánh.
Loài cá này có thể phát triển đến chiều dài 25 cm (9,8 in) dù đã có trường hợp dài đến 30,2 cm (11,9 in) đã được ghi nhận trong tự nhiên.

## Môi trường sống
Trong tự nhiên, chúng sống ở những vùng nước nhiệt đới trên lưu vực sông Ogowe ở Gabon.